# 3-я Сибирская стрелковая дивизия
3-я (Восточно-)Сибирская стрелковая дивизия — пехотное соединение в составе российской императорской армии. Во время Русско-японской войны — в составе 3-го Сибирского армейского корпуса. Штаб-квартира дивизии: Харбин.

## История дивизии

### Формирование
- 31.03.1898 — 10.02.1904 — 3-я Восточно-Сибирская стрелковая бригада
- 10.02.1904 — 01.09.1910 — 3-я Восточно-Сибирская стрелковая дивизия
- 01.09.1910 — хх.хх.1918 — 3-я Сибирская стрелковая дивизия

## Состав дивизии
Как часть 1-й Маньчжурской армии:
- 3-я Восточно-Сибирская стрелковая дивизия (3-я Восточно-Сибирская стрелковая бригада, Квантунский укреплённый район, Порт-Артур[2])
  - 9-й Восточно-Сибирский стрелковый полк (1-й и 2-й батальоны)
    - Пулемётная рота

  - 10-й Восточно-Сибирский стрелковый полк (1-й и 2-й батальоны)
  - 11-й Восточно-Сибирский стрелковый полк (1-й и 2-й батальоны)
  - 12-й Восточно-Сибирский стрелковый полк (1-й и 2-й батальоны)
  - Восточно-Сибирский стрелковый артиллерийский дивизион (1-я, 2-я и 3-я батареи)

Участие в Первой мировой войне
Участвовала в Ловичском сражении 1914 г. Сражалась в январе 1915 г. под Волей Шидловской. 
Дивизия — участник Таневского сражения 18 - 25 июня 1915 г. и Люблин-Холмского сражения 9 - 22 июля 1915 г. Наносила главный удар в ходе наступления на Бауск в июле 1916 г.

## Командование дивизии
(Командующий в дореволюционной терминологии означал временно исполняющего обязанности начальника или командира. Должности начальника дивизии соответствовал чин генерал-лейтенанта, и при назначении на эту должность генерал-майоров они как правило оставались командующими до момента своего производства в генерал-лейтенанты).

### Начальники дивизии (до 1904 г. — бригады)
- 02.04.1898 — 26.01.1899 — генерал-майор Волков, Владимир Сергеевич
- 26.01.1899 — 04.05.1903 — генерал-майор (с 24.04.1901 генерал-лейтенант) Стессель, Анатолий Михайлович
- 21.05.1903[12] — 04.07.1906 — генерал-майор (с 04.03.1905 генерал-лейтенант) Кашталинский, Николай Александрович[13]
- 21.09.1906 — 03.05.1910 — генерал-майор (с 30.07.1907 генерал-лейтенант) Ольшевский, Владимир Петрович
- 13.07.1910 — 12.10.1911 — генерал-лейтенант Добровольский, Михаил Михайлович
- 12.10.1911 — 12.08.1914 — генерал-лейтенант Третьяков, Николай Александрович
- 24.10.1914 — 29.09.1915 — генерал-лейтенант Фольбаум, Михаил Александрович
- 07.10.1915 — 06.04.1917 — генерал-майор (с 04.04.1917 генерал-лейтенант) Триковский, Николай Семёнович
- 06.04.1917 — хх.хх.хххх — командующий генерал-майор Круглевский, Василий Александрович

### Начальники штаба (до 1904 г. — штаб-офицеры при управлении бригады)
- 16.09.1899 — 22.07.1900 — и. д. подполковник (с 09.04.1900 полковник) Флуг, Василий Егорович
- 22.07.1900 — 27.04.1901 — и. д. подполковник Илинский, Сергей Петрович
- 27.04.1901 — 28.08.1902 — и. д. подполковник Самойлов, Владимир Константинович
- 04.10.1902 — 26.05.1904 — и. д. подполковник барон фон Таубе, Борис Александрович
- 28.05.1904 — 22.09.1904 — подполковник Линда, Константин Павлович
- 22.09.1904 — 11.03.1906 — подполковник (с 06.12.1904 полковник) Одишелидзе, Илья Зурабович
- 10.05.1906 — 03.10.1906 — полковник Хвостов, Александр Михайлович
- 04.10.1906 — 11.03.1909 — и. д. подполковник (с 13.04.1908 полковник) Гиршфельд, Константин Григорьевич
- 11.03.1909 — 27.11.1915 — полковник Кржеминский, Николай Николаевич

### Командиры 1-й бригады
Бригадное звено командования было учреждено в соединении при его развертывании в дивизию. 
С начала войны по 1 июля 1904 г.
- генерал-майор Марданов
- командир 9-го Восточно-Сибирского стрелкового полка, полковник Месхиев
- командир 10-го Восточно-Сибирского стрелкового полка, полковник Жежеро (отрешён от должности 23 июня 1904 г.), во временное командование полком вступил подполковник Рындин.

### Командиры 2-й бригады
С начала войны по 1 июля 1904 г.
- генерал-майор Столица
- командир 11-го Восточно-Сибирского стрелкового полка, полковник Лайминг (убит в бою под Тюренченом 18 апреля, во временное командование полком вступил подполковник Яблочкин)
- командующий 12-м Восточно-Сибирским стрелковым полком, полковник Цибульский

### Командиры 3-й Сибирской стрелковой артиллерийской бригады
(До 01.09.1910 — 3-й Восточно-Сибирской стрелковой артиллерийской бригады)
- 18.02.1904 — 25.08.1905[14] — полковник (с 26.11.1904 генерал-майор) Шверин, Константин Константинович
- 13.12.1905 — 29.05.1908 — полковник (с 01.03.1906 генерал-майор) Томашевский, Николай Константинович
- 11.06.1908 — 04.07.1912 — генерал-майор фон Лезедов, Карл Карлович
- 18.08.1912 — 25.07.1914 —  генерал-майор Сагатовский, Владимир Петрович
- 25.07.1914 — 03.04.1915 — генерал-майор Лагунов, Павел Павлович
- 03.04.1915 — 02.08.1916[15] — полковник (с 22.07.1915 генерал-майор) Гогоберидзе, Иван Алмасханович
- 23.08.1916 — 28.04.1917 — полковник (с 31.03.1917 генерал-майор) Орел, Павел Иосифович
- 28.04.1917 — хх.хх.хххх — командующий полковник Дмитриев, Александр Михайлович

## Знаки различия

### 11-й Восточно-Сибирский стрелковый полк
11-й Восточно-Сибирский стрелковый Её Императорского Величества Государыни Императрицы Марии Фёдоровны полк.

#### Офицеры
| Описание     | Знаки различия (1907—1917 гг.) | Знаки различия (1907—1917 гг.) | Знаки различия (1907—1917 гг.) | Знаки различия (1907—1917 гг.) | Знаки различия (1907—1917 гг.) | Знаки различия (1907—1917 гг.) | Знаки различия (1907—1917 гг.) | Знаки различия (1907—1917 гг.) | Знаки различия (1907—1917 гг.) |
| ------------ | ------------------------------ | ------------------------------ | ------------------------------ | ------------------------------ | ------------------------------ | ------------------------------ | ------------------------------ | ------------------------------ | ------------------------------ |
|              |                                |                                |                                |                                |                                |                                |                                |                                |                                |
| Погоны       |                                |                                |                                |                                |                                |                                |                                |                                |                                |
|              |                                |                                |                                |                                |                                |                                |                                |                                |                                |
| Классный чин |                                | Полковник                      | Подполко́вник                   |                                | Капитан                        | Штабс-капитан                  | Пору́чик                        | Подпору́чик                     | Пра́порщик                      |
| Группа       | Штаб-офицеры                   | Штаб-офицеры                   | Штаб-офицеры                   | Штаб-офицеры                   | Обер-офицеры                   | Обер-офицеры                   | Обер-офицеры                   | Обер-офицеры                   | Обер-офицеры                   |

#### Унтер-офицеры и рядовые
| Описание        | Знаки различия (1907—1917 гг.)                             | Знаки различия (1907—1917 гг.)                        | Знаки различия (1907—1917 гг.) | Знаки различия (1907—1917 гг.) | Знаки различия (1907—1917 гг.) | Знаки различия (1907—1917 гг.) | Знаки различия (1907—1917 гг.) | Знаки различия (1907—1917 гг.) | Знаки различия (1907—1917 гг.) |
| --------------- | ---------------------------------------------------------- | ----------------------------------------------------- | ------------------------------ | ------------------------------ | ------------------------------ | ------------------------------ | ------------------------------ | ------------------------------ | ------------------------------ |
|                 |                                                            |                                                       |                                |                                |                                |                                |                                |                                |                                |
| Погоны          |                                                            |                                                       |                                |                                |                                |                                |                                |                                |                                |
|                 |                                                            |                                                       |                                |                                |                                |                                |                                |                                |                                |
| Воинское звание | Зауряд-прапорщик, на должности фельдфебеля (1911—1917 гг.) | Подпрапорщик на должности фельдфебеля (1911—1917 гг.) | Подпрапорщик                   | Фельдфебель                    | Старший унтер-офицер           | Младший унтер-офицер           | Ефрейтор                       | Рядовой                        |                                |
| Группа          | Унтер-офицеры                                              | Унтер-офицеры                                         | Унтер-офицеры                  | Унтер-офицеры                  | Унтер-офицеры                  | Унтер-офицеры                  | Рядовые                        | Рядовые                        |                                |

#### Другие знаки различия в полку

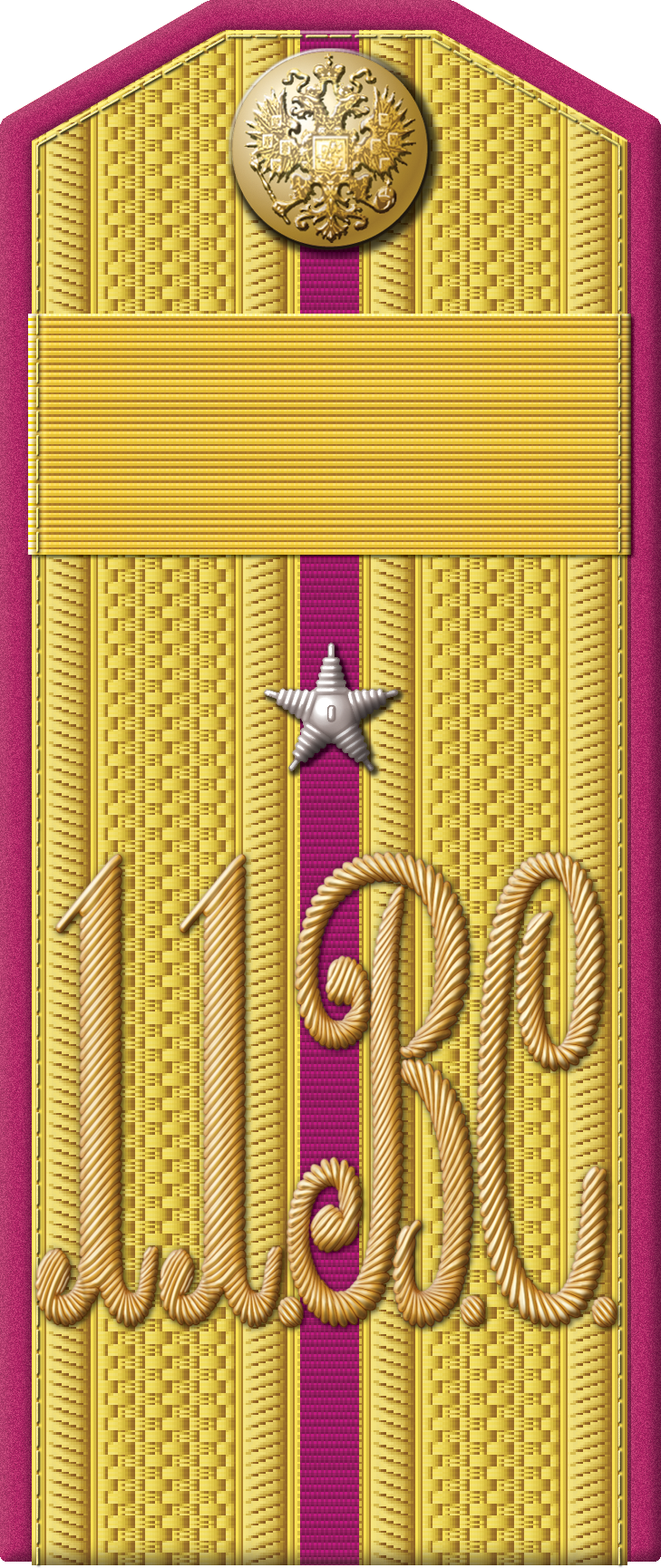
Погон воинского звания (1904-1907 гг.) «Зауряд-прапорщик, произведённый из фельдфебелей»
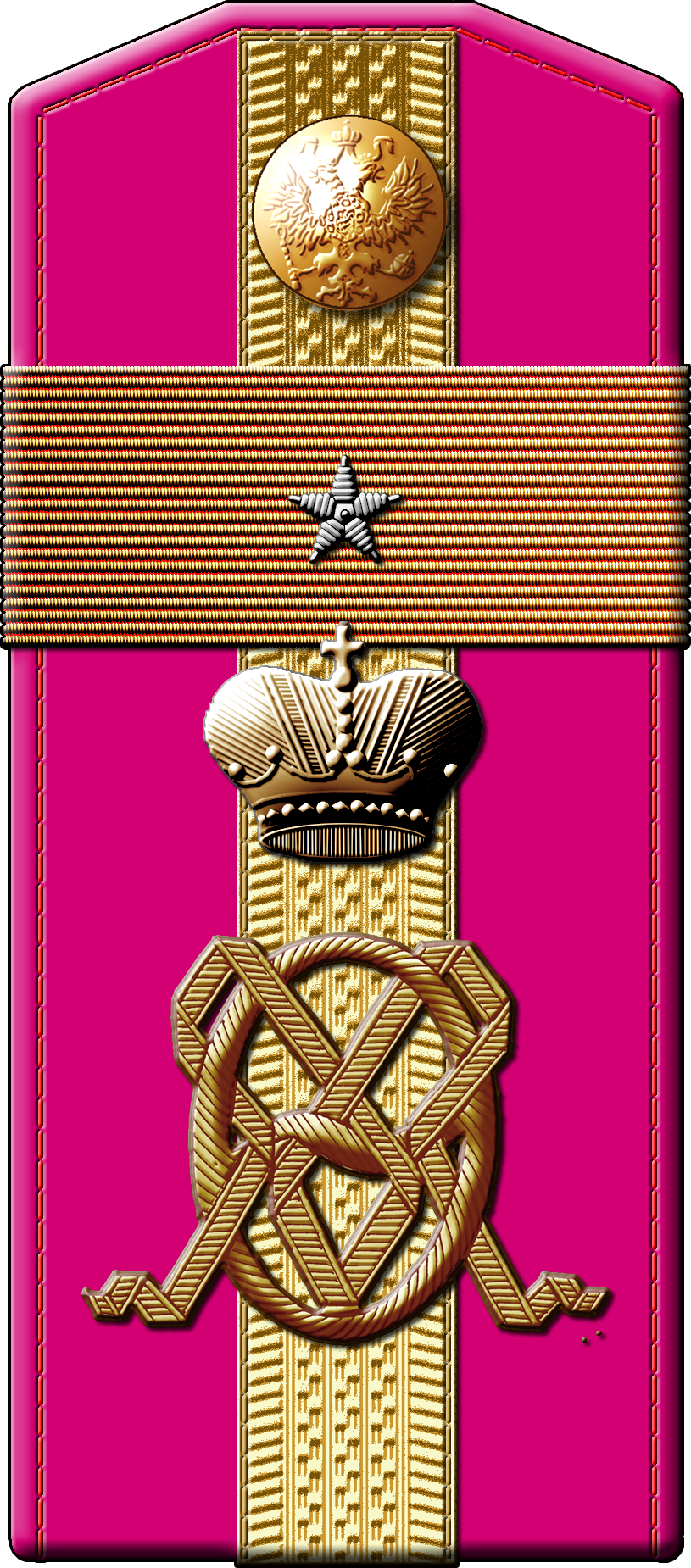
Погон воинского звания (1907-1909 гг.) «Зауряд-прапорщик, на должности фельдфебеля»
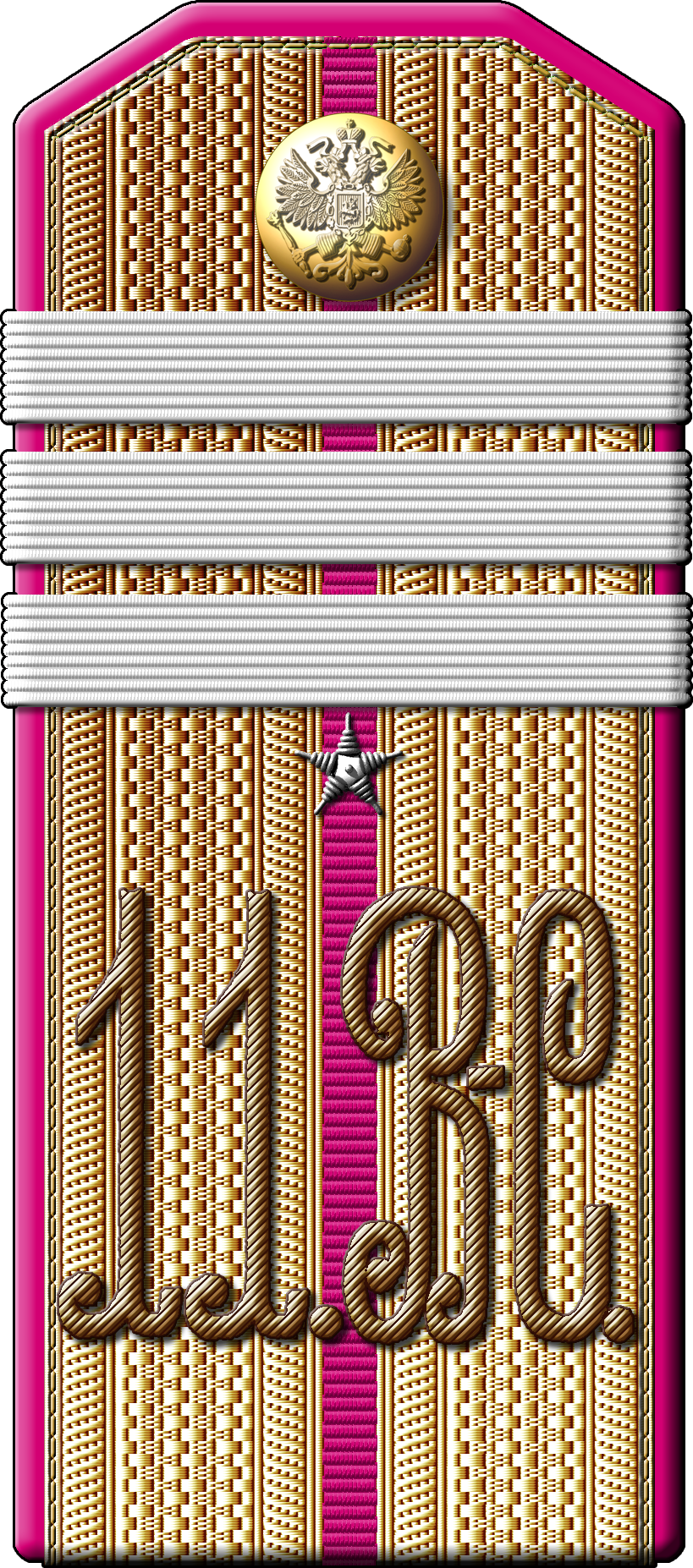
Погон воинского звания (1904-1907 гг.) «Зауряд-прапорщик, произведённый из старших унтер-офицеров»
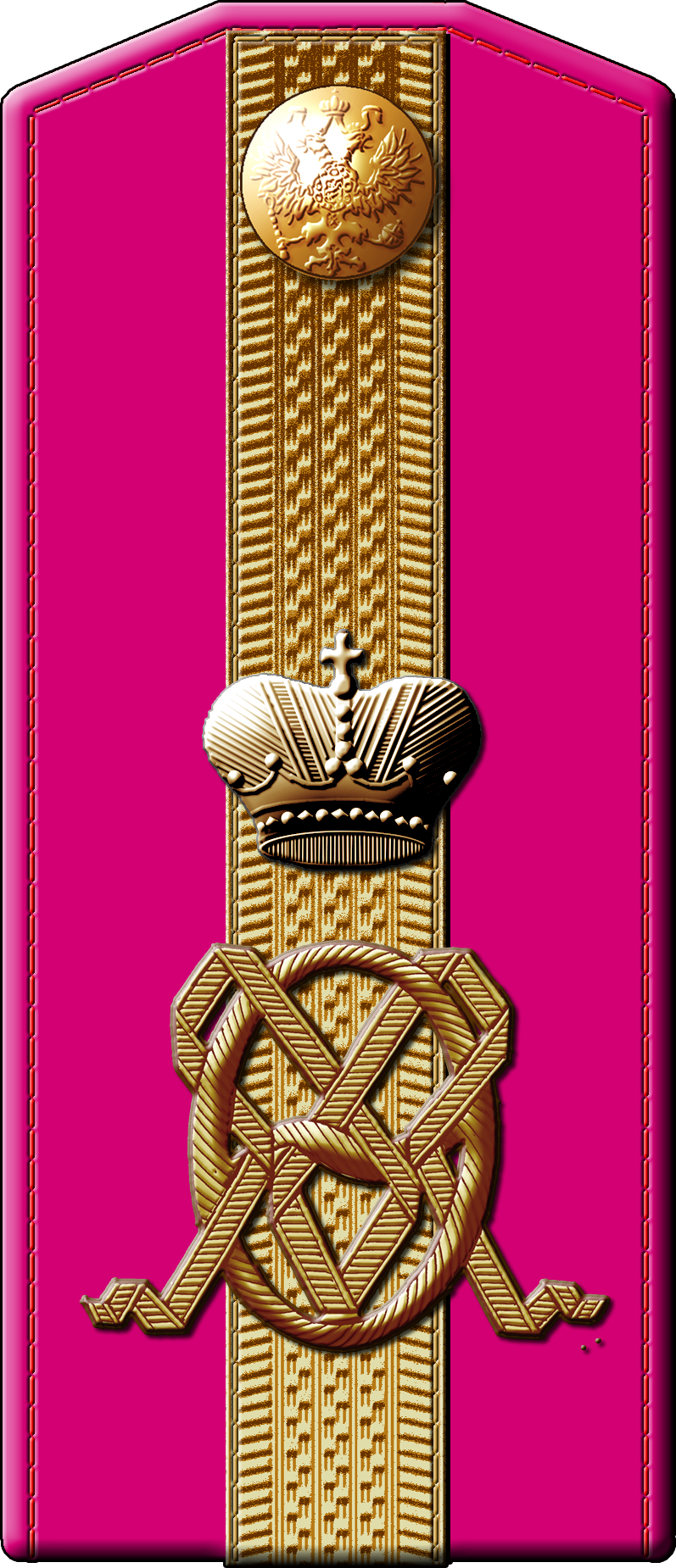
Погон воинского звания (1907-1917 гг.) «Кандидат на классную должность»
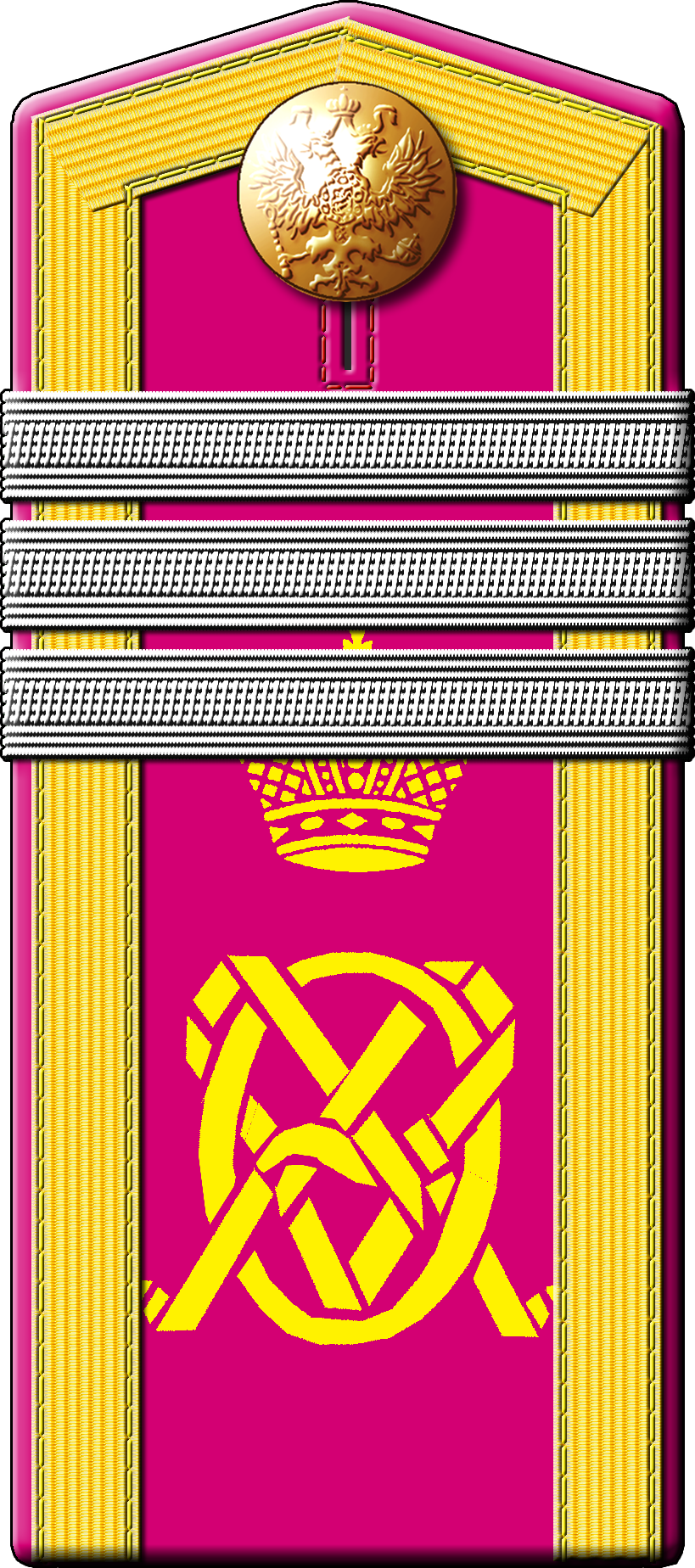
Погон воинского звания (1911-1917 гг.) «Старший унтер-офицер сверхсрочной службы»
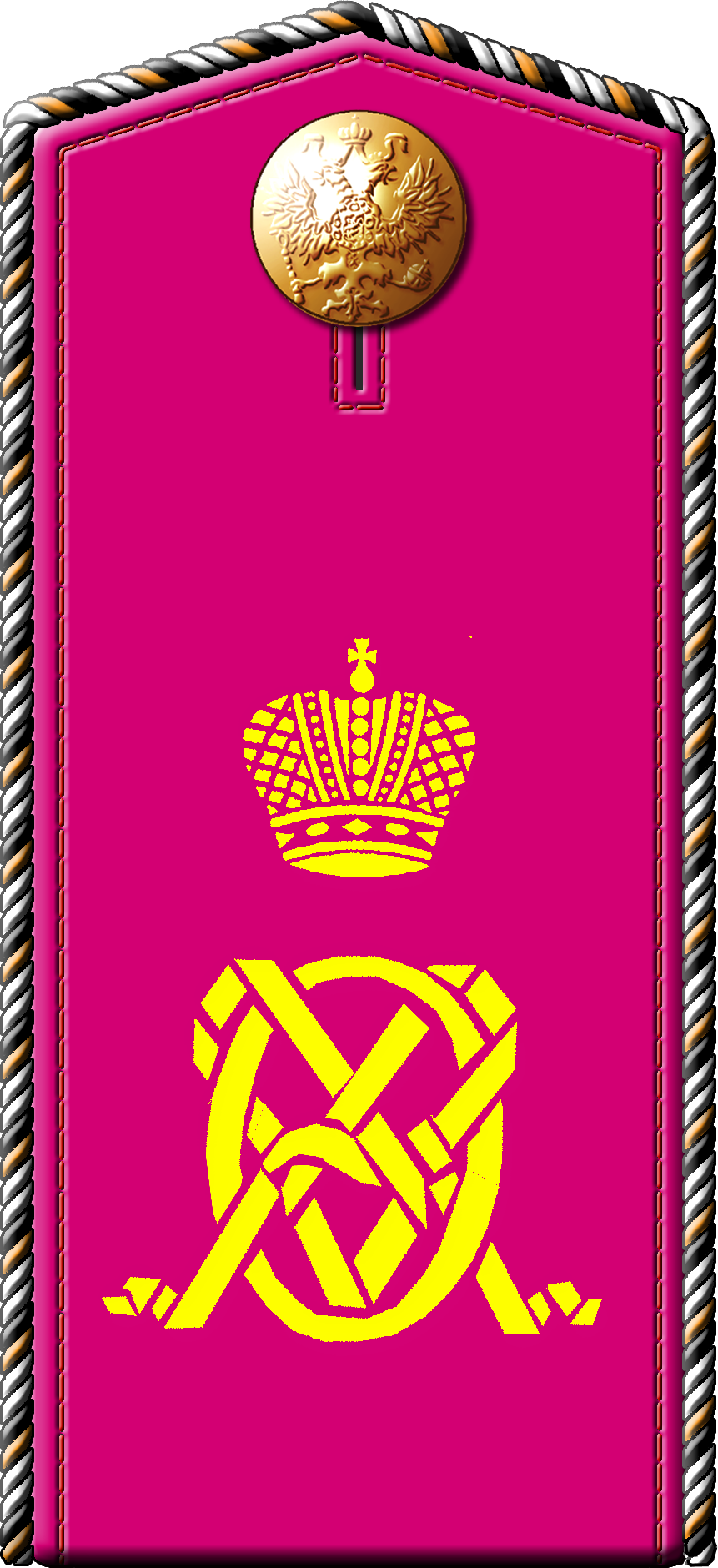
Погон воинского звания (1907-1917 гг.) «Рядовой на правах вольноопределяющегося»

### 12-й Восточно-Сибирский стрелковый полк
12-й Восточно-Сибирский стрелковый полк.

#### Офицеры
| Описание     | Знаки различия по состоянию на 1904—1909 гг. | Знаки различия по состоянию на 1904—1909 гг. | Знаки различия по состоянию на 1904—1909 гг. | Знаки различия по состоянию на 1904—1909 гг. | Знаки различия по состоянию на 1904—1909 гг. | Знаки различия по состоянию на 1904—1909 гг. | Знаки различия по состоянию на 1904—1909 гг. | Знаки различия по состоянию на 1904—1909 гг. | Знаки различия по состоянию на 1904—1909 гг. |
| ------------ | -------------------------------------------- | -------------------------------------------- | -------------------------------------------- | -------------------------------------------- | -------------------------------------------- | -------------------------------------------- | -------------------------------------------- | -------------------------------------------- | -------------------------------------------- |
|              |                                              |                                              |                                              |                                              |                                              |                                              |                                              |                                              |                                              |
| Погоны       |                                              |                                              |                                              |                                              |                                              |                                              |                                              |                                              |                                              |
|              |                                              |                                              |                                              |                                              |                                              |                                              |                                              |                                              |                                              |
| Классный чин |                                              | Полковник                                    | Подполко́вник                                 |                                              | Капитан                                      | Штабс-капитан                                | Пору́чик                                      | Подпору́чик                                   | Пра́порщик                                    |
| Группа       | Штаб-офицеры                                 | Штаб-офицеры                                 | Штаб-офицеры                                 | Штаб-офицеры                                 | Обер-офицеры                                 | Обер-офицеры                                 | Обер-офицеры                                 | Обер-офицеры                                 | Обер-офицеры                                 |